# Ilma Rakusa
Ilma Rakusa, née le 2 janvier 1946 à Rimavská Sobota en Slovaquie, est une écrivaine, dramaturge  et traductrice suisse de langue allemande. Elle est récipiendaire du Prix Kleist en 2019.

## Biographie
Ilma Rakusa est fille d'un père slovène et d'une mère hongroise. Elle a une enfance nomade entre Budapest, Ljubljana et Trieste pendant les six premières années . En 1951, la famille s'installe en Suisse. Après ses études secondaires, elle  étudie les langues slaves et romanes et la littérature à Zurich, Paris et Leningrad de 1965 à 1971. En 1971, elle soutient son doctorat de philosophie sur le thème «Études sur le motif de la solitude dans la littérature russe». De 1971 à 1977, elle est assistante au département slave de l'Université de Zurich, puis chargée de cours depuis 1977. En plus de ce travail, elle est traductrice depuis le  français, le russe, le serbo-croate et l'hongrois vers l'allemand et journaliste pour la NZZ et Die Zeit.
Elle reçoit le prix suisse du livre  en 2009 et le Prix Lipp de littérature en 2013 pour "La Mer Encore",. En 2019 elle reçoit le prix Heinrich von Kleist.
Elle est traductrice de nombreux auteurs dont le russe Alexei Remisov, le hongrois Imre Kertész, la poétesse russe Marina Tsvetaeva, Anton Tchekhov, le serbo-croate Danilo Kiš et  Marguerite Duras.
Son recueil de poèmes Mein Alphabet  explore le thème du trouble éprouvé par une personne étrangère. Selon Paul Stoop de Deutschland Funk elle montre comment une certaine inclusivité européenne peut être travaillée au niveau intellectuel et philosophique.

## Œuvres
- (de) Ilma Rakusa, Studien zum Motiv der Einsamkeit in der russischen Literatur, Lucerne, Peter Lang, 1973 (ISBN 3-261-01546-2).[3]
- (de) Ilma Rakusa, Wie Winter, Éditions Howeg, 1977 (ISBN 3-85736-001-1). [10],[11].
- Ilma Rakusa, Sinaï (œuvre littéraire), Éditions Howeg, 1980.
- Ilma Rakusa, Die Insel (œuvre littéraire), Suhrkamp Verlag, 1982. Traduit en français sous le titre L’Île par Natacha Ruedin-Royon, Lausanne, Suisse, Éditions d’en bas, 2016, 103 p.  (ISBN 978-2-8290-0522-0)
- (de) Ilma Rakusa, Miramar, Suhrkamp Verlag, 1986 (ISBN 3-518-02583-X).
- (de) Ilma Rakusa, Leben fünfzehn Akronym, Éditions Howeg, 1990 (ISBN 3-85736-098-4).
- (de) Ilma Rakusa, Steppe. Erzählungen, Suhrkamp Verlag, 1990 (ISBN 3-518-11634-7).
- Ilma Rakusa, Les mots, morts, Éditions Howeg, 1992 (ISBN 3-85736-107-7).
- (de) Ilma Rakusa, Jim: Sieben Dramolette, Suhrkamp Verlag, 1993 (ISBN 3-518-11880-3).
- (de) Ilma Rakusa, Farbband und Randfigur. Vorlesungen zur Poetik., Literaturverlag Droschl, 1994 (ISBN 3-85420-380-2).
- (de) Ilma Rakusa, Jim: Sieben Dramolette, Suhrkamp Verlag, 1993 (ISBN 3-518-11880-3).
- Ilma Rakusa, Love after love (œuvre littéraire), 2001.
- (de) Ilma Rakusa, Von Ketzern und Klassikern: Streifzüge durch die russische Literatur, Suhrkamp Verlag, 2003 (ISBN 3-518-12325-4).
- (de) Ilma Rakusa, Langsamer! Gegen Atemlosigkeit, Akzeleration und andere Zumutungen, 15 août 2005 (ISBN 3-85420-692-5).
- (de) Ilma Rakusa, Stille. Zeit. Essays., 2005 (ISBN 3-902163-22-4).
- Durch Schnee. Erzählungen und Prosaminiaturen (mit einem Nachwort von Kathrin Röggla), 2006.
- Zur Sprache gehen (Dresdner Chamisso-Poetikvorlesungen 2005), 2006.
- Garten, Züge. Eine Erzählung und 10 Gedichte., 2006.
- Ilma Rakusa, Mehr Meer: Erinnerungspassagen (œuvre littéraire), 4 août 2009.[12],[13]
- Traduit en français Ilma Rakusa, La mer encore. Passages de la mémoire, 2012 (ISBN 978-2-8290-0441-4). [12].
- Aufgerissene Blicke. Berlin-Journal., 2013.
- Einsamkeit mit rollendem „r“, 2014.
- Autobiographisches Schreiben als Bildungsroman, 2014.
- Impressum: Langsames Licht, 2016.
- Listen, Litaneien, Loops - Zwischen poetischer Anrufung und Inventur., 2016.
- Mein Alphabet, 2019[7],[14].

## Prix et distinctions
- Prix Adalbert-von-Chamisso de la fondation Robert Bosch 2003 d'un montant de 15 000 euros.
- Prix suisse du livre 2009.
- Prix Lipp Suisse 2013.
- Manes Sperber Preis 2015.
- Prix Kleist, 2019.